# Anché (Indre-et-Loire)
Anché település Franciaországban, Indre-et-Loire megyében. Lakosainak száma 429 fő (2022. január 1.). Anché Cravant-les-Côteaux, Lémeré, Ligré, Rivière és Sazilly községekkel határos.

## Népesség
A település népességének változása:
| Lakosok száma | 429  | 367  | 347  | 406  | 408  | 413  | 416  | 423  | 426  | 429  |
|               | 1968 | 1982 | 1990 | 2006 | 2013 | 2015 | 2017 | 2019 | 2020 | 2022 |